# Linje 12 (Paris metro)
| Urban head station in tunnel |

| Urban tunnel stop on track |

| Urban tunnel stop on track |

| Urban tunnel station on track |

| Urban tunnel stop on track |

| Urban tunnel station on track |

| Urban tunnel stop on track |

| Urban tunnel stop on track |

| Urban tunnel stop on track |

| Urban tunnel station on track |

| Urban tunnel stop on track |

| Urban tunnel stop on track |

| Urban tunnel stop on track |

| Urban tunnel station on track |

| Urban tunnel station on track |

| Urban tunnel station on track |

| Urban tunnel stop on track |

| Urban tunnel stop on track |

| Urban tunnel stop on track |

| Urban tunnel station on track |

| Urban tunnel stop on track |

| Urban tunnel stop on track |

| Urban tunnel station on track |

| Urban tunnel stop on track |

| Urban tunnel station on track |

| Urban tunnel stop on track |

| Urban tunnel stop on track |

| Urban tunnel stop on track |

| Urban tunnel station on track |

| Urban tunnel stop on track |

| Urban end station in tunnel |

| Urban head station in tunnel |

| Urban tunnel stop on track |

| Urban tunnel stop on track |

| Urban tunnel station on track |

| Urban tunnel stop on track |

| Urban tunnel station on track |

| Urban tunnel stop on track |

| Urban tunnel stop on track |

| Urban tunnel stop on track |

| Urban tunnel station on track |

| Urban tunnel stop on track |

| Urban tunnel stop on track |

| Urban tunnel stop on track |

| Urban tunnel station on track |

| Urban tunnel station on track |

| Urban tunnel station on track |

| Urban tunnel stop on track |

| Urban tunnel stop on track |

| Urban tunnel stop on track |

| Urban tunnel station on track |

| Urban tunnel stop on track |

| Urban tunnel stop on track |

| Urban tunnel station on track |

| Urban tunnel stop on track |

| Urban tunnel station on track |

| Urban tunnel stop on track |

| Urban tunnel stop on track |

| Urban tunnel stop on track |

| Urban tunnel station on track |

| Urban tunnel stop on track |

| Urban end station in tunnel |

Linje 12 är en del av Paris tunnelbana och öppnade år 1910 i Paris i Frankrike. Linje 12 öppnades som linje A av Nord-Sud bolaget, som också byggde linje 13. Den byggdes mellan 1905 och 1910 för att förbinda distrikten Montparnasse i söder och Montmartre i norr. 1930 köpte Paris Metropolitan bolaget företaget Nord-Sud och linje A integrerades i det nya, enhetliga nätet som linje 12. Linjen sammanbinder station Mairie d'Aubervilliers i norr med Mairie d’Issy i söder via centrala knutpunkten Concorde. Med en längd av 17,1 km och 31 stationer går linjen helt under jord. Entrén till station Abbesses är formgiven av Hector Guimard. Den senaste utbyggnaden av linjen invigdes år 2022 med station Mairie d'Aubervilliers.

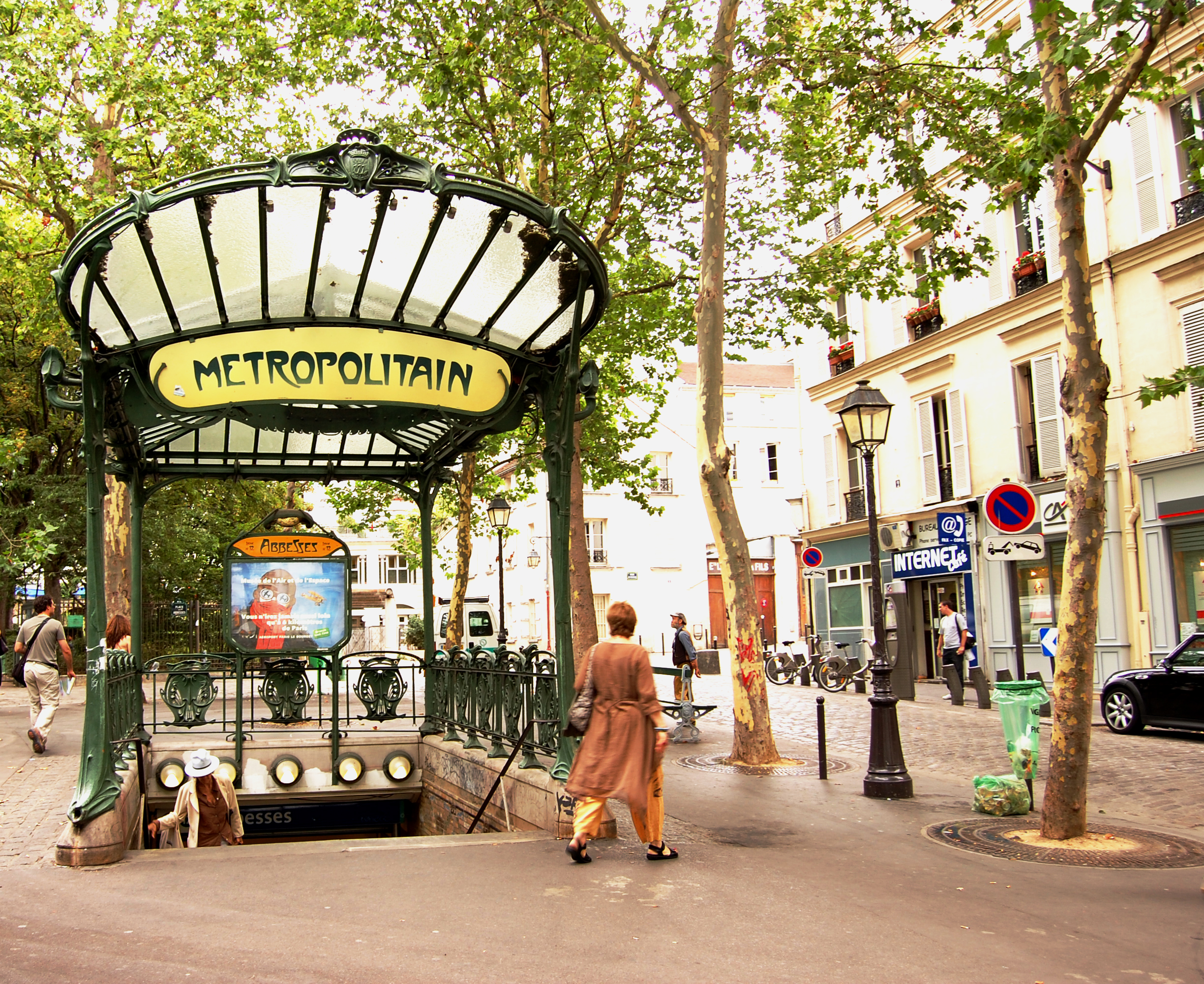
Abbesses
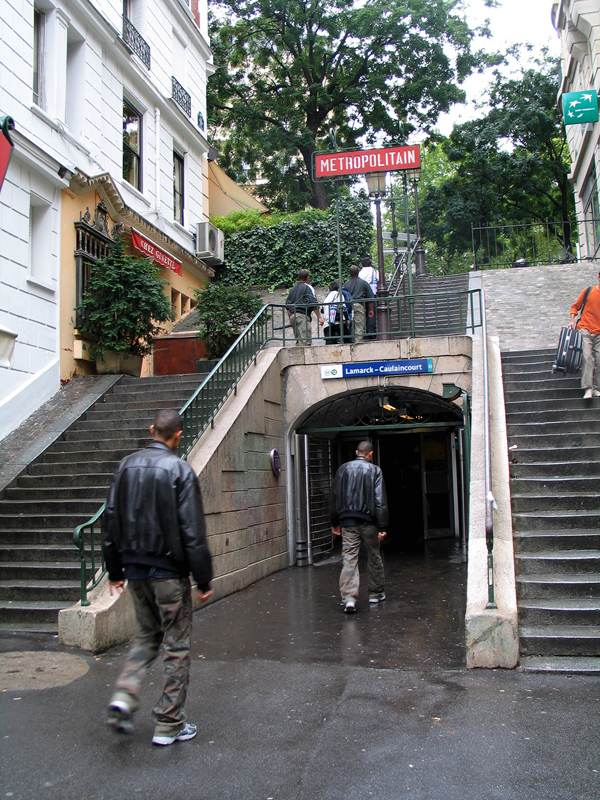
Lamarck – Caulaincourt
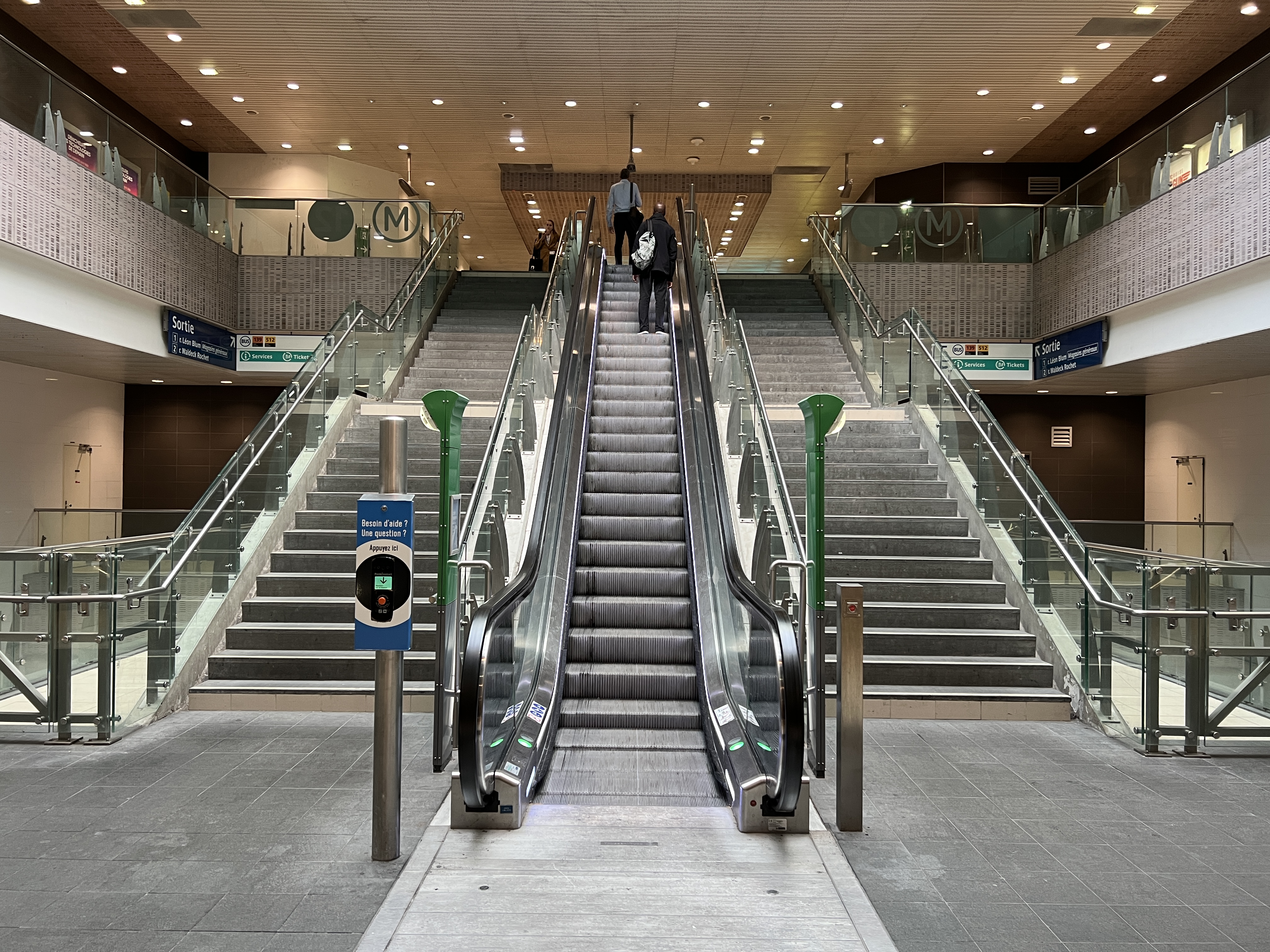
Front Populaire
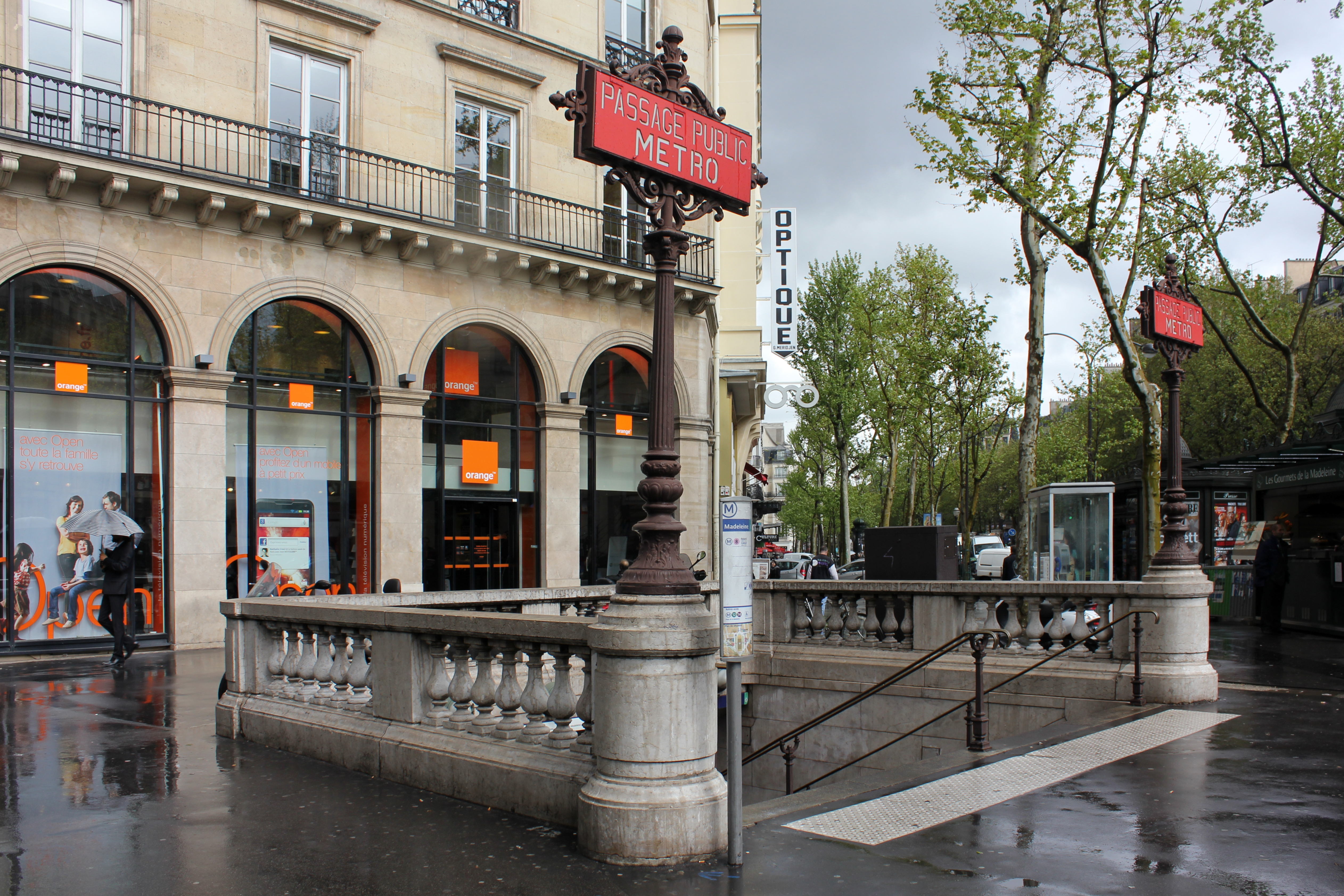
Madeleine
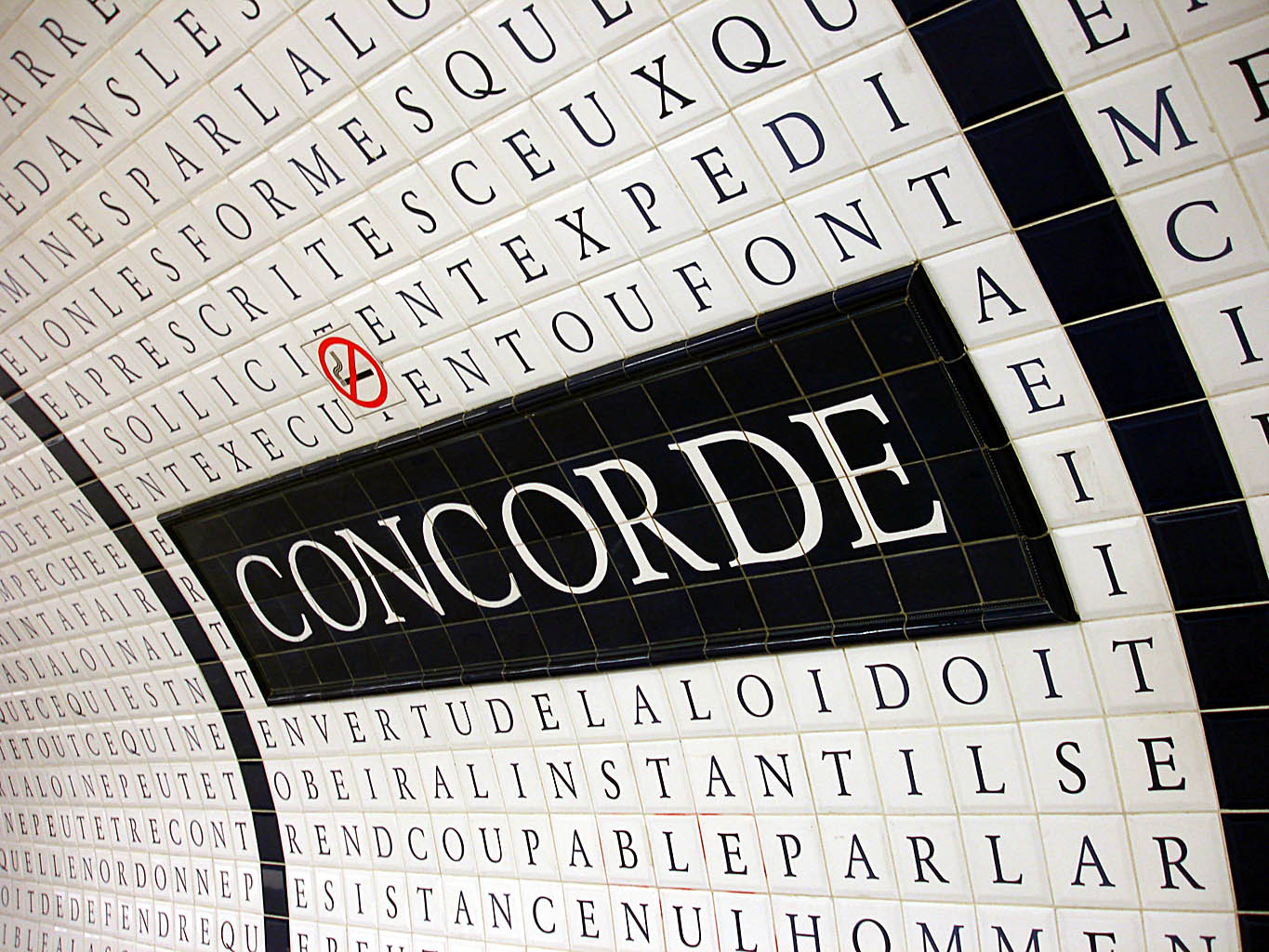
Concorde
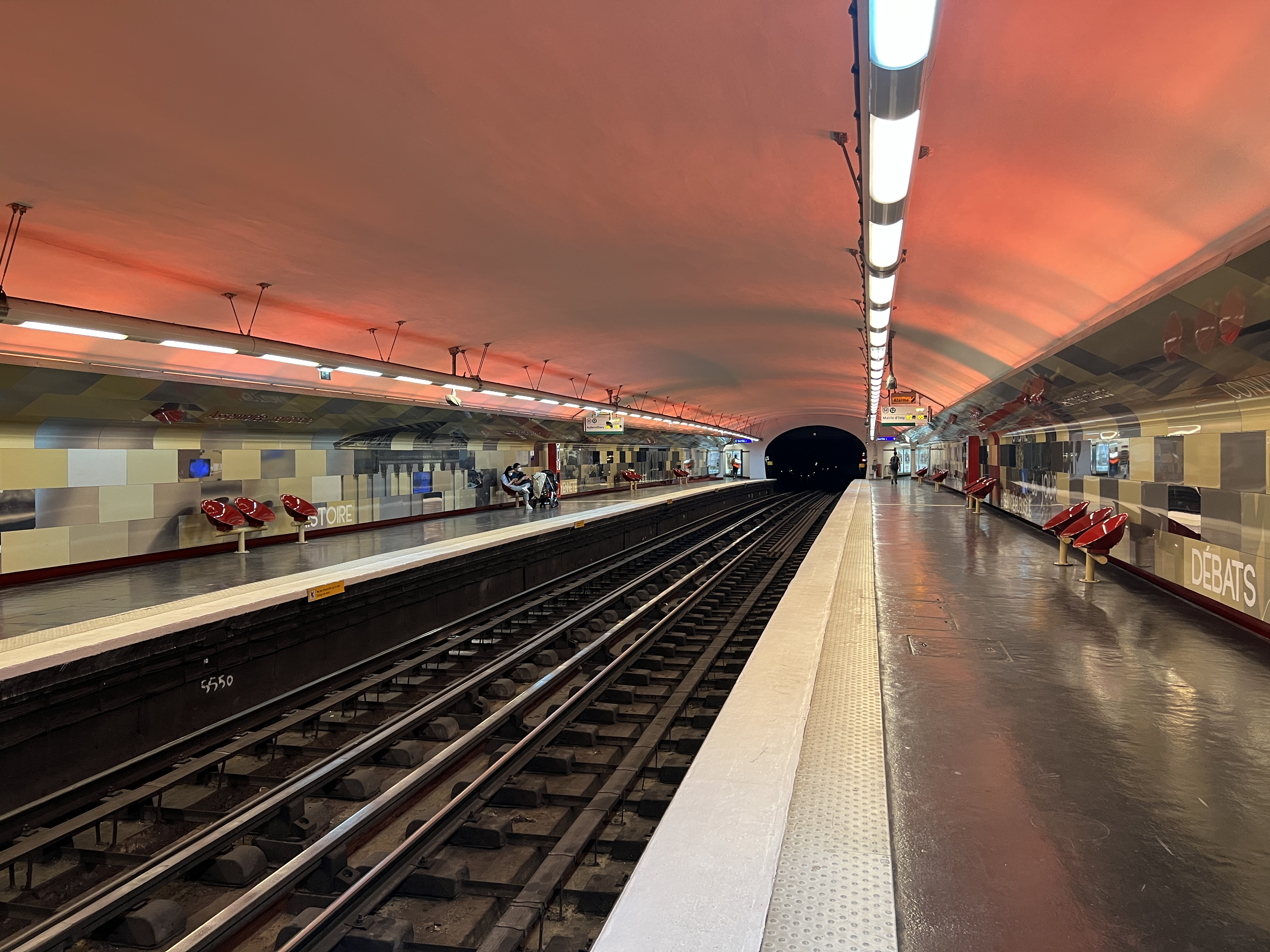
Assemblee Nationale
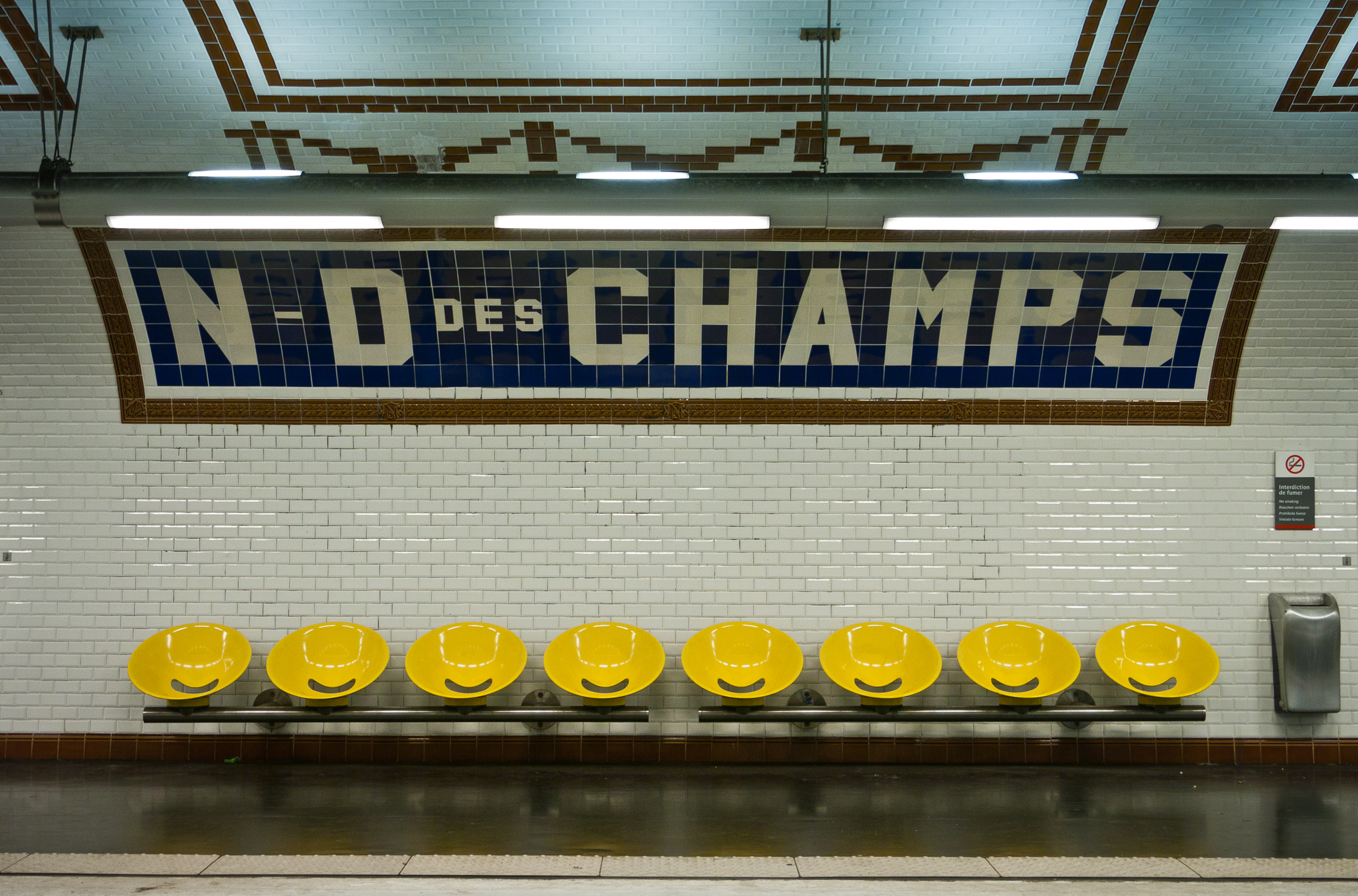
Notre-Dame-des-Champs
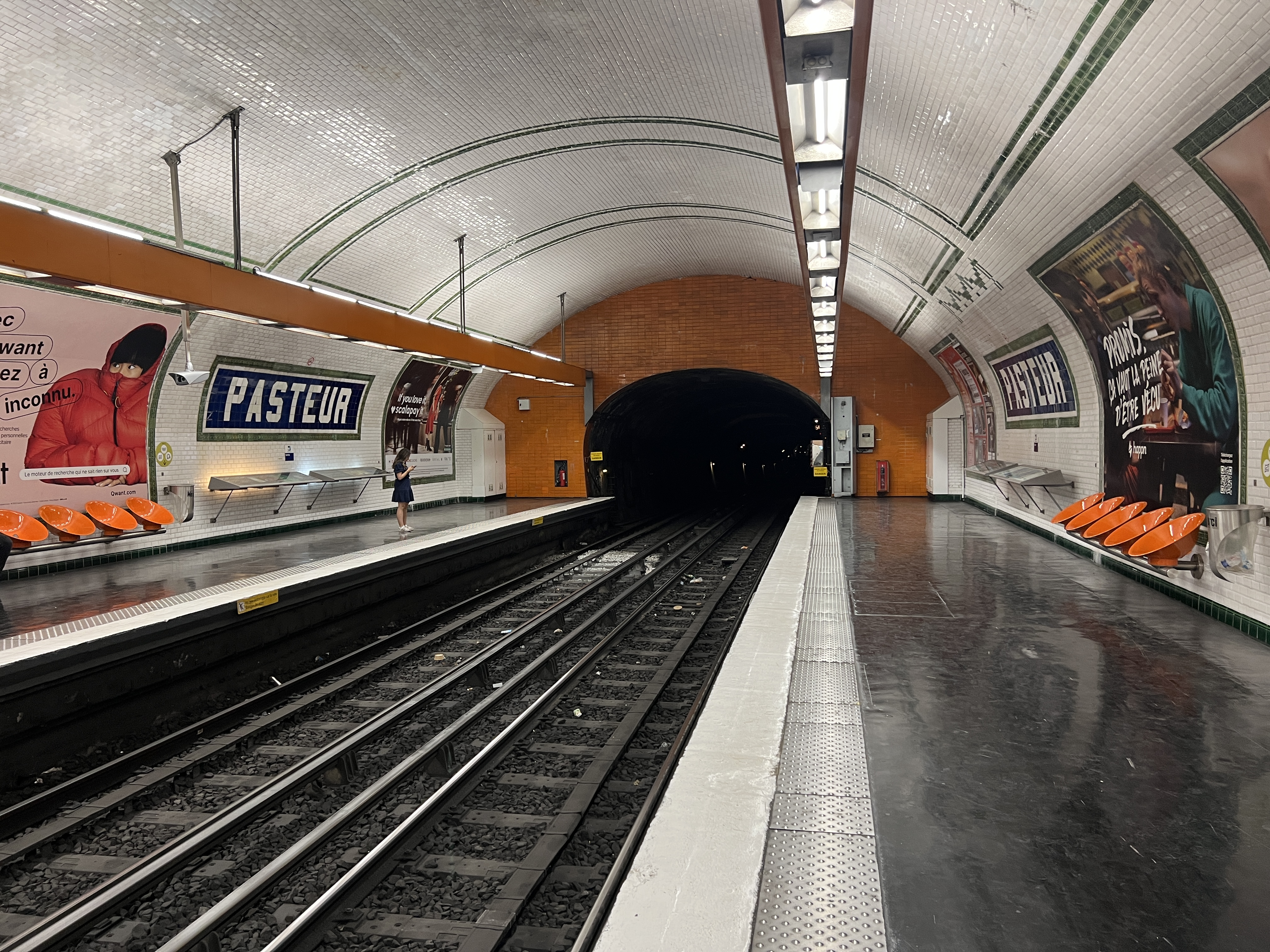
Pasteur

## Historia
- 5 november 1910: Sträckan Porte de Versailles till Notre-Dame de Lorette öppnas.
- 8 april 1911: Linjen förlängs från Notre-Dame de Lorette till Pigalle.
- 31 oktober 1912: Sträckan Pigalle – Jules Joffrin öppnar.
- 23 augusti 1916: Jules Joffrin – Porte de la Chapelle öppnar.
- 24 mars 1934: Porte de Versailles – Mairie d'Issy öppnar.
- 17 december 2012: Utbyggnaden mellan Porte de la Chapelle – Front Populaire öppnas.[1]
- 31 maj 2022: Linjen förlängs från Front Populaire till Mairie d'Aubervilliers